# Relations entre l'Algérie et le Sénégal
Les relations entre l'Algérie et le Sénégal correspondent aux interactions diplomatiques, culturelles et économiques entre la République algérienne démocratique et populaire et le Sénégal.

## Présentation
Les relations entre l'Algérie et le Sénégal sont marqués  par l'esprit d'amitié, de coopération et de rassemblement pour une prospérité partagée pour leurs deux nations et pour l'ensemble du continent africain.

### Représentations officielles
L’Algérie a une ambassade à Dakar tandis que le Sénégal a une ambassade à Alger.

### Liens religieux
Les liens religieux ancrés entre les deux nations se traduisent par la forte présence, au Sénégal, de la zaouïa Tijaniyya dont le centre fédérateur mondial se trouve à Aïn Madhi (wilaya de Laghouat) en Algérie. Au Sénégal, il y a beaucoup de descendants de l'Algérien Ahmed Tijani et d'adeptes de sa Tariqa (confrérie). Il était une référence en matière de respect des préceptes de l'Islam et de la tradition de son Prophète Mohamed. D'ailleurs, en janvier 2015 le président sénégalais Macky Sall s'est rendu lors d'une visite d'état en Algérie, dans la wilaya de Laghouat où il a visité à Aïn Madhi, le siège du califat général de la zaouïa Tijaniyya ainsi que le vieux ksar, terre natale du cheikh Sidi Ahmed Tijani, fondateur de la Tariqa Tijaniyya.

### Actions diplomatiques
Les deux pays se concertent continuellement autour des questions inhérentes au continent africain. Le plan africain NEPAD fondé sous la tutelle de l'Union africaine en juillet 2001 au sommet des chefs d'État de Lusaka, constitue un cadre de consolidation des relations algéro-sénégalaises grâce à l'intérêt accordé par Alger et Dakar au règlement de la crise dans le nord du Mali, le règlement des conflits dans le continent africain et la lutte contre le terrorisme dans la sous-région du Sahel.

### Groupe d’amitié parlementaire
Dans le cadre de renforcement de la diplomatie parlementaire entre les deux pays, un groupe parlementaire d'amitié « Algérie-Sénégal » a été installé, le 29 février 2023 à l'Assemblée nationale populaire algérien en présence des officiels des deux pays.

### Relations commerciales
L’Algérie possède de vastes ressources naturelles, notamment en énergie et en hydrocarbures. En contre partie, le Sénégal est un hub commercial et économique majeur en Afrique de l’Ouest, avec des secteurs florissants tels que l’agriculture, la pêche, le tourisme et les services. Ces deux économies complémentaires offrent de nombreuses opportunités d’échanges commerciaux. En 2020, les échanges commerciaux entre les deux pays se sont élevés à environ 19,9 millions de dollars, et étaient principalement constitués d’importations d’hydrocarbures et de minéraux en provenance d’Algérie.
Le 31 juillet 2022, a vu l'inauguration d'une ligne maritime commerciale reliant la capitale algérienne Alger à la capitale sénégalaise Dakar, afin de faciliter et de renforcer les échanges commerciaux entre les deux pays, et permettre aux exportateurs algériens d’accéder aux marchés Sénégalais et de l’Afrique de l’Ouest.
Le 10 septembre 2023, plusieurs accords ont été signés, à Alger, entre l'Organisation algérienne du commerce et de l'investissement social (OACIS), et l'Union générale des commerçants sénégalais. Ces accords ont trait à l'exportation vers le Sénégal de matériaux de construction, de produits de beauté, de meubles et de produits de nettoyage.
Le 21 septembre 2023, le ministre algérien des Finances, Laaziz Fayed, et le ministre sénégalais du Commerce, de la consommation et des PME, porte-parole du Gouvernement, Abdou Karim Fofana, ont supervisé l'inauguration de la première banque algérienne dans la capitale sénégalaise Dakar. Elle est baptisée Algerian Bank of Senegal (ABS), fruit d'un partenariat entre quatre banques publiques algériennes: la Banque nationale d'Algérie (BNA, 40%), la Banque extérieure d'Algérie (BEA, 20%), le Crédit populaire d'Algérie (CPA, avec 20% du capital) et la Banque de l'agriculture et du développement rural (BADR, 20%) avec un capital total de 100 millions de dollars. Cette banque s'inscrit dans la stratégie du gouvernement algérien visant le renforcement de la présence de ses institutions financières à l'étranger notamment en Afrique, et l'accompagnement des investisseurs dans les deux pays